# Chelidonichthys gabonensis
Chelidonichthys gabonensis és una espècie de peix pertanyent a la família dels tríglids.
Fa 32 cm de llargària màxima (normalment, en fa 20). És un peix marí, demersal i de clima tropical que viu entre 15-200 m de fondària.
Es troba a l'Atlàntic oriental central (Cap Verd i el golf de Guinea) i l'Atlàntic occidental (a prop de la plataforma continental sud-americana). És inofensiu per als humans.